# Clarisse Iribagiza
Pour les articles homonymes, voir Iribagiza.
Clarisse Iribagiza (née le 28 janvier 1988) est une informaticienne rwandaise. Elle est PDG et cofondatrice de la société de technologie mobile « HeHe Limited » et elle est l'un des sept « eTrade for Women Advocates du monde en développement » de la Conférence des Nations unies sur le commerce et le développement (CNUCED). Elle était auparavant la gagnante de la première saison de l'émission de télé-réalité d'entrepreneurs d'Afrique de l'Est Inspire Africa.

## Biographie
Iribagiza a fréquenté le Collège des sciences et technologies de l'université du Rwanda et elle a suivi un court programme d'incubation du Massachusetts Institute of Technology (MIT).
Elle a fondé son entreprise alors qu'elle était étudiante non-diplômée. Son entreprise a grandi pour compter deux millions de clients. L'entreprise travaille avec des fournisseurs locaux et ils ont accès à un magasin en ligne pour leurs marchandises, la maintenance des stocks et ils reçoivent des paiements numériques de leurs clients finaux. « HeHe Labs » s'est associé à « GirlHub » dans une initiative qui vise à inspirer l'ambition chez les filles rwandaises. Ils leur enseignent non seulement les TIC, mais la technologie et le design en général et la pensée critique.
Iribagiza a été l'une des « 20 personnes qui ont bougé et secoué l'Afrique » lors du Sommet des PDG du continent en 2012 et l'année suivante, Jeannette Kagame, la Première dame du Rwanda l'a reconnue comme l'une des "Célébrations des jeunes accomplisseurs rwandais" de la Fondation Imbuto.
En 2017, elle a été nommée l'une des 100 femmes d'OkayAfrica. Irabagiza siège au Groupe consultatif présidentiel de la jeunesse de la Banque africaine de développement.

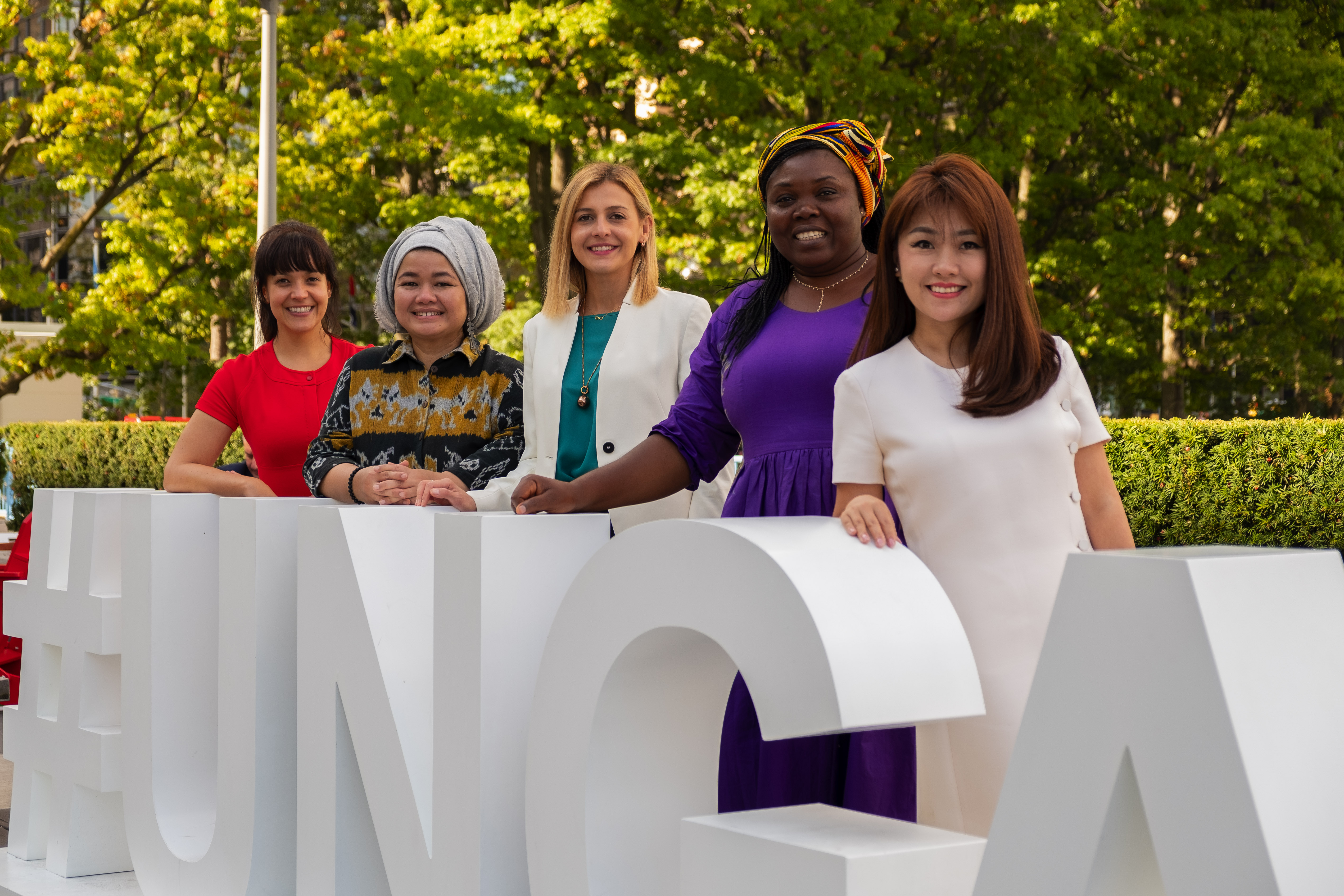
De gauche à droite : les autres lauréates de son prix Claudia de Heredia, Helianti Hilman, Nina Angelovska, Patricia Zoundi Yao et Xiaofei Yao.

Le 24 septembre 2019, la Conférence des Nations unies sur le commerce et le développement a annoncé sept « défenseures du e-commerce pour les femmes » du monde en développement. Irabagiza a été nommée et les autres étaient Nina Angelovska, Nazanin Daneshvar (en), Xiaofei Yao (en), Patricia Zoundi Yao, Claudia de Heredia (en) et Helianti Hilman (en). L'annonce a été faite en marge de l'Assemblée générale des Nations unies à New York, mais Irabagiza était l'une des deux qui n'ont pas assisté à la cérémonie de remise des prix.

## Autres récompenses
- Forbes Africa's 30 Under 30 pour 2015[6].
- Un groupe de réflexion italien, LSDP (Lo Spazio della Politica) a nommé Iribagiz parmi ses 100 meilleurs penseurs mondiaux[4].